# Renault 16
Der Renault 16 (kurz R16) ist ein Fahrzeug der Mittelklasse, das Renault von Januar 1965 bis Januar 1980 in rund 1,85 Millionen Exemplaren produzierte. Er gilt als erste fünftürige Schräghecklimousine seiner Klasse und brachte mit Frontantrieb und modularer Bauweise Innovationen, die später Standard wurden.

## Modellgeschichte

### Entwicklung und Markteinführung

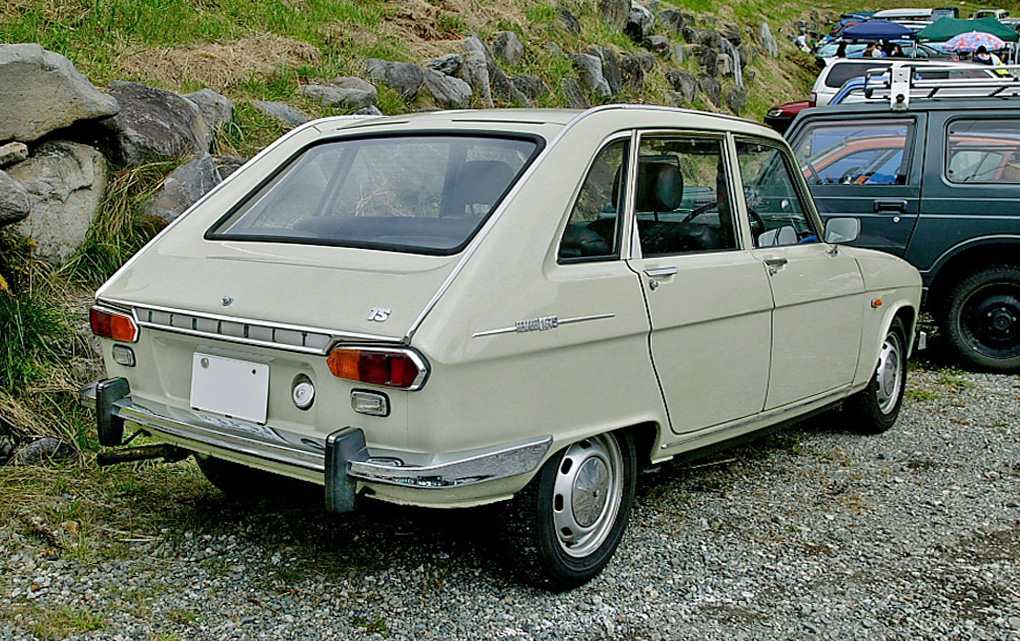
Heckansicht

Die Entwicklung des R16 begann 1958, als Renault unter Pierre Dreyfus eine Nachfolgerin für die wenig erfolgreiche Renault Frégate suchte, die 1960 eingestellt wurde. Zunächst kooperierte man mit der italienischen Carrozzeria Ghia, die im Rahmen des „Projet 115“ eine Schrägheck-Limousine mit vier runden Scheinwerfern vorschlug – jedoch ohne Heckklappe. Die Renault-Spitze war skeptisch und verwarf das Konzept.
Parallel entstand das „Projet 114“: eine klassische Stufenheck-Limousine mit sechs Zylindern (2,2 Liter), Hinterradantrieb und hydropneumatischer Federung à la Citroën DS. 14 Prototypen wurden gebaut, doch hohe Kosten, mangelnde Platzverhältnisse und technische Probleme führten 1961 zur Einstellung. Stattdessen kehrte man zum Projet 115 zurück, nun mit Fokus auf Funktionalität für Familien im Babyboom. Pierre Dreyfus wollte eine vielseitige, elegante Mittelklasselimousine ohne kommerzielle Anmutung. Der Motor wurde aus dem 2,2-Liter-Sechszylinder abgeleitet, auf vier Zylinder und 1,5 Liter reduziert – die Basis der späteren Axx-Serie.
Ab 1963 testete Renault 32 Prototypen weltweit: in Bemidji (Minnesota) bei −30 °C, in Afrika bei Hitze und auf der Teststrecke in Lardy. Erste Fotos des „Renault 1500“ erschienen im August 1964, die Vorserie startete am 2. Dezember 1964 im neuen Werk Sandouville, das eigens dafür gebaut wurde.
Die Pressevorstellung fand am 4. Januar 1965 in Juan-les-Pins statt, gefolgt von Testfahrten bis Saint-Tropez. Der R16 überzeugte durch Vielseitigkeit und Fahrverhalten, doch Bremsen und Armaturen wurden kritisiert – Mängel, die bis zur Serienproduktion behoben wurden. Das Publikumsdebüt folgte im März 1965 auf dem Genfer Autosalon. Bis zum Verkaufsstart im Sommer 1965 wurden 500 Vorserienfahrzeuge an ausgewählte Kunden, darunter Händler und Behörden, verteilt. Ende 1965 wurde der R16 zum Auto des Jahres 1966 gewählt.

### Konzeption
Der R16 setzte mit seinem Schrägheck neue Maßstäbe in der Mittelklasse, die damals von Stufenheck-Limousinen wie Peugeot 404 oder Fiat 1500 dominiert wurde. Der chromgefasste Kühlergrill mit rechteckigen Scheinwerfern, eine große, mittig gefurchte Motorhaube und eine niedrige Gürtellinie mit drei Seitenfenstern verliehen ihm Eleganz. Das schräge Heck mit integrierten Dachkanten und ein breites Rücklichtband betonten die Funktionalität ohne an Familienwagen zu erinnern. In Italien warb man mit „l’automobilo“ – eine Anspielung auf seine nüchterne Zweckmäßigkeit.
Der Innenraum bot Platz und Flexibilität: Die Rückbank ließ sich in sieben Varianten anpassen – von 346 Litern Kofferraum bis zu 1600 Litern bei ausgebauter Bank. Möglich waren auch ein Kinderbett oder ein Doppelbett mit umgeklappten Vordersitzen. Die Lenkradschaltung schuf Raum für eine Armlehne und ein Fach zwischen den Vordersitzen. Das Cockpit mit zweispeichigem Lenkrad und horizontalem Tachometer war schlicht, aber funktional, ergänzt durch ein auf Komfort ausgelegtes Belüftungssystem.
Die selbsttragende Karosserie aus Stahl wurde durch Traversen und Längsträger verstärkt, um die großen Fensterflächen auszugleichen. Die Quertraverse im Armaturenbrett diente als zusätzliche Stütze.

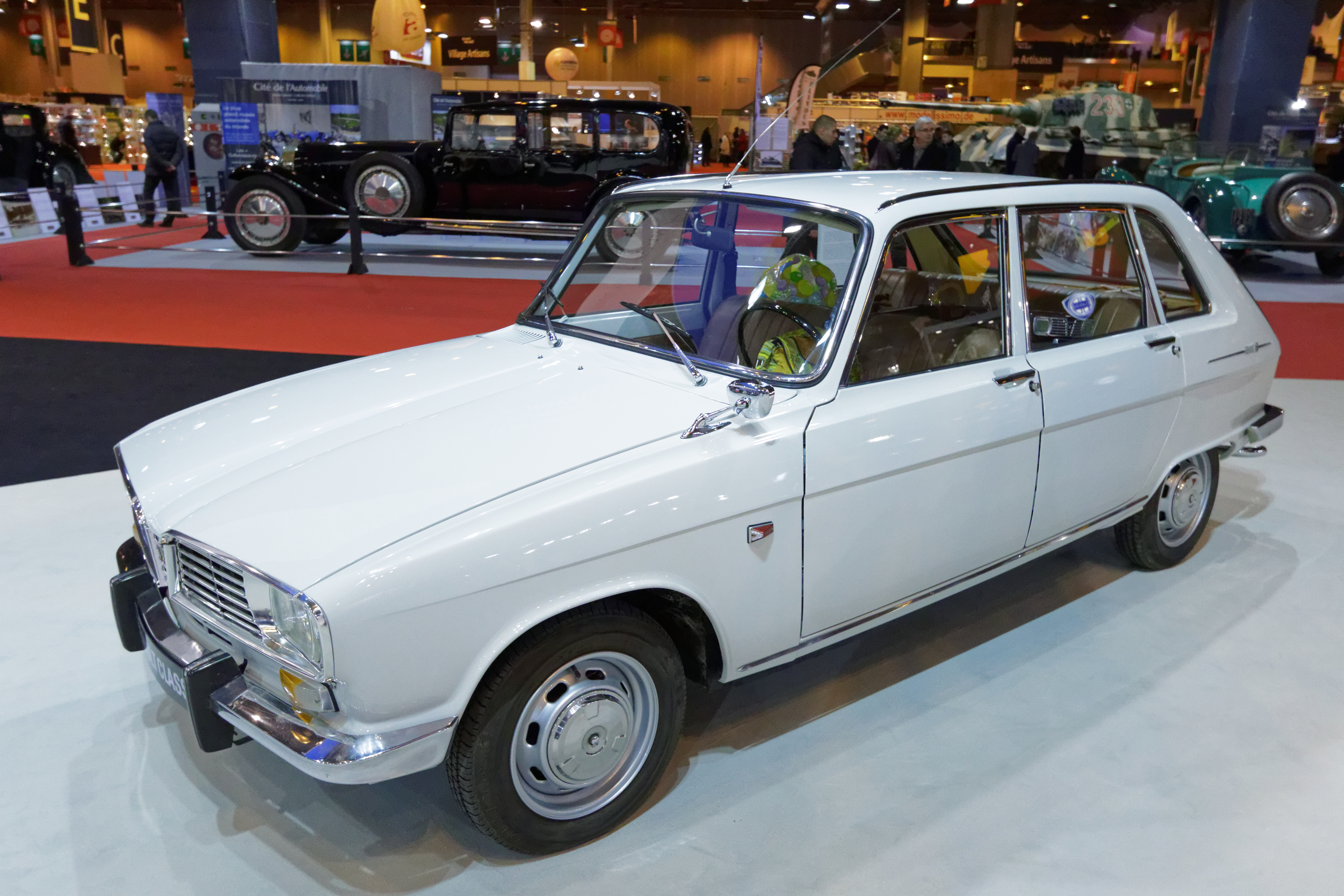
Renault 16 Super
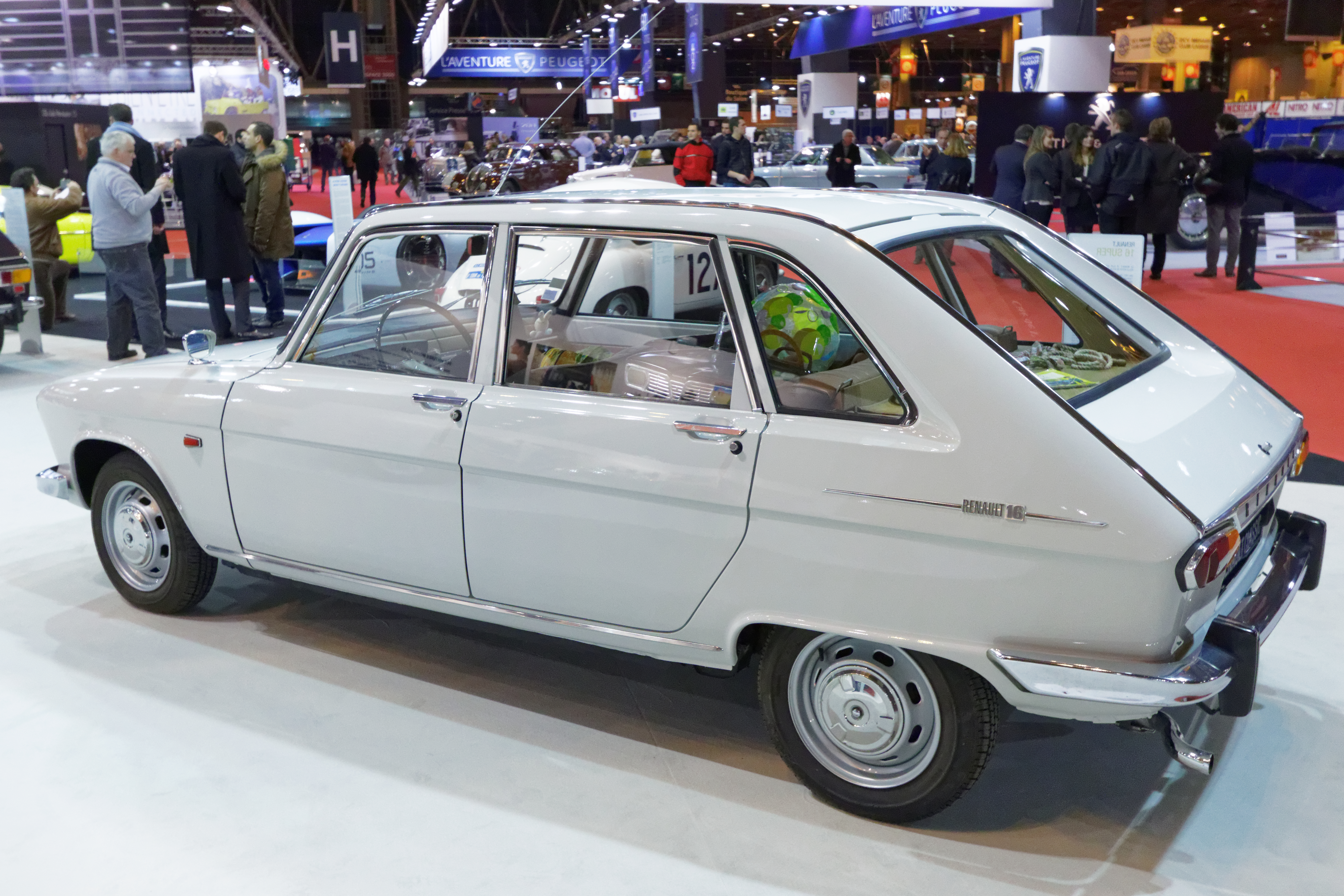
Renault 16 Super
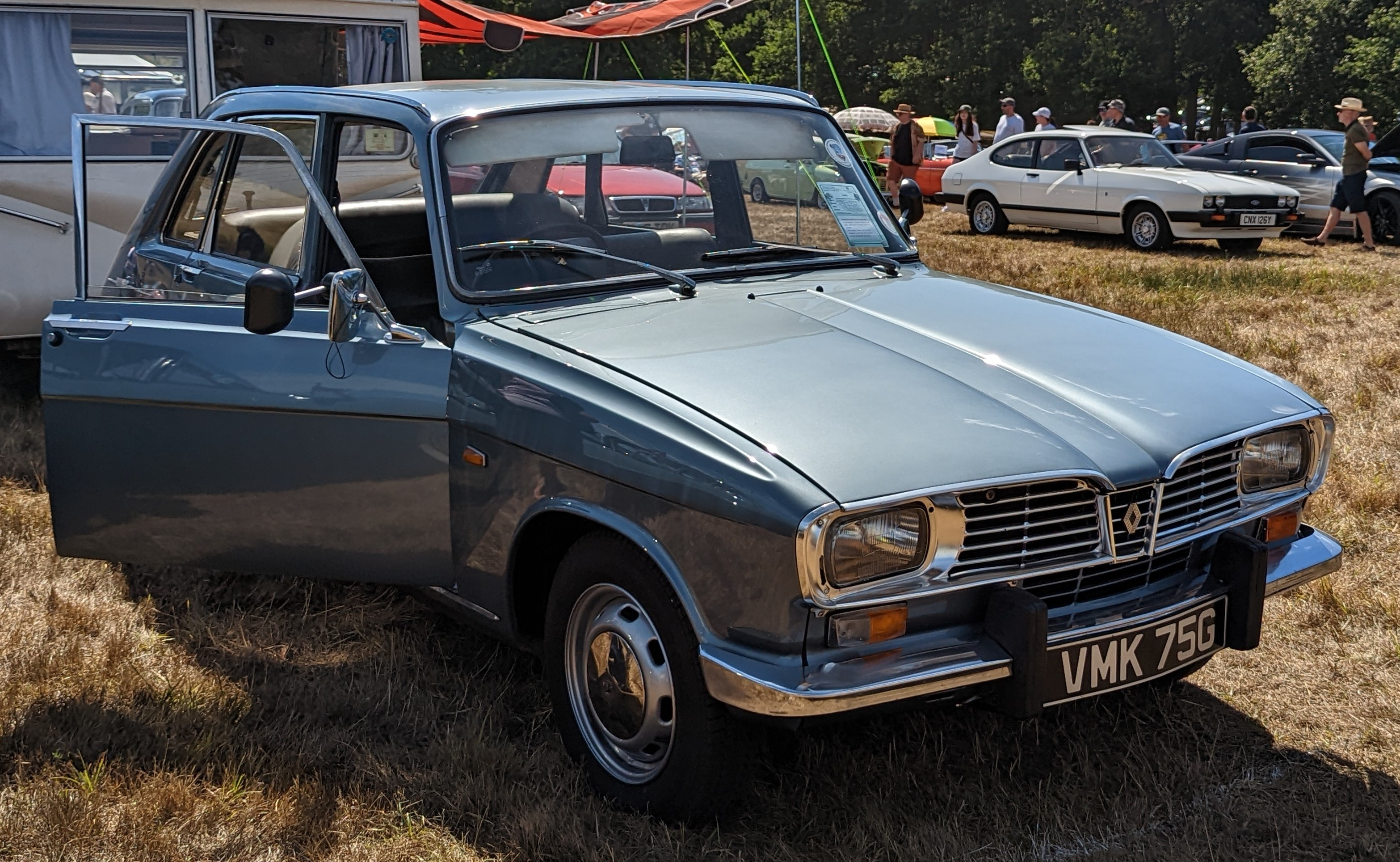
1968 Renault 16
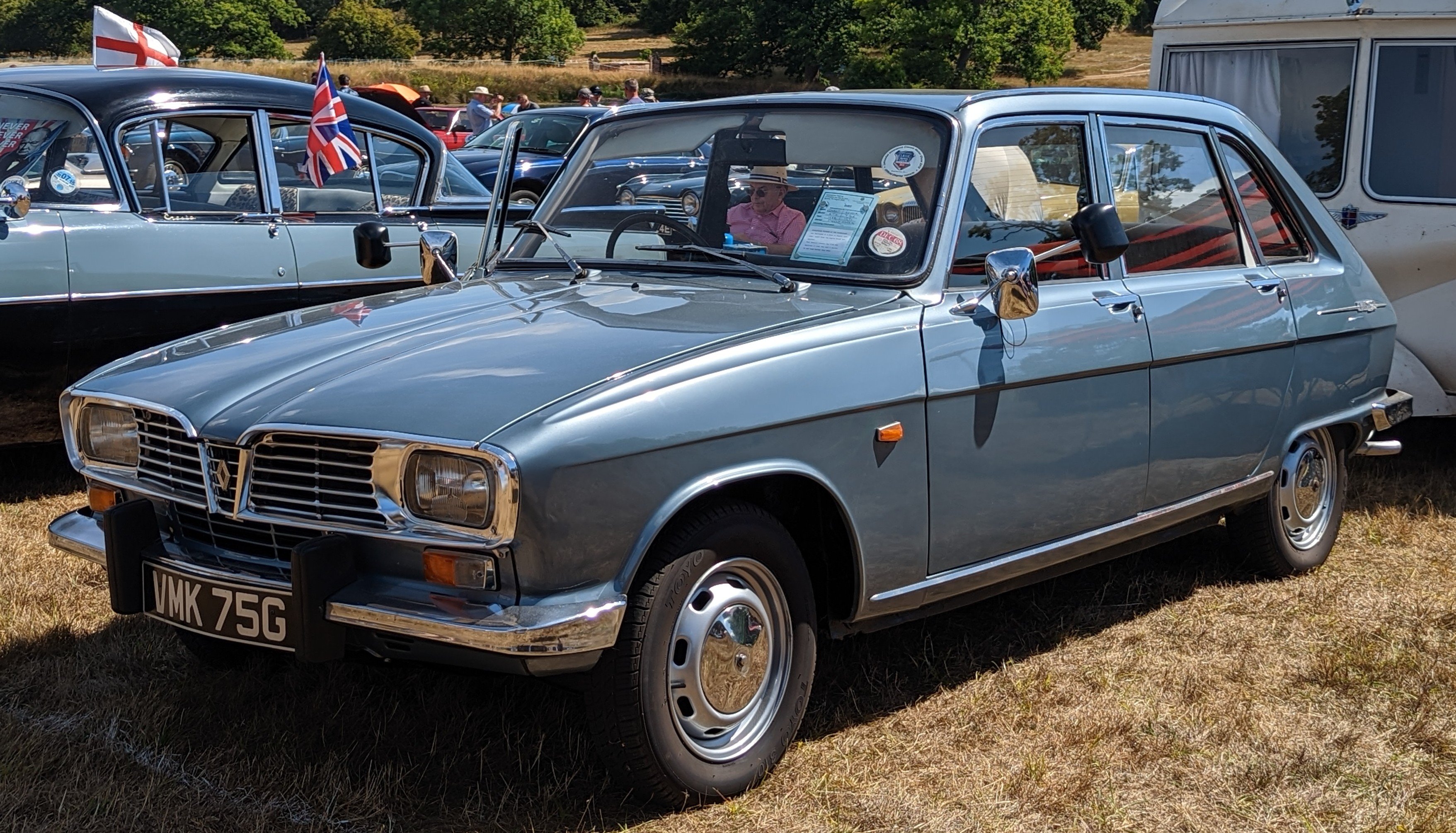
1968 Renault 16

## Technik und Innovation

### Motor und Getriebe
Der R16 führte den „Cléon-Alu“-Motor ein – einen der ersten Großserien-Leichtmetallmotoren mit Aluminiumblock und nassen Grauguss-Laufbuchsen. Die kettengetriebene Nockenwelle lag neben den Zylindern, die Ventile wurden über Stößel und Kipphebel betätigt. Der längs hinter der Vorderachse platzierte Motor und das vorgelagerte Getriebe mit Lenkradschaltung sorgten für eine ausgeglichene Gewichtsverteilung. Ab 1969 gab es ein Automatikgetriebe (R16 TA). Eine Drehstromlichtmaschine war serienmäßig.

### Fahrwerk
Der R16 hatte unterschiedliche Radstände (links 2720 mm, rechts 2650 mm) durch hintereinanderliegende Torsionsstabfedern – eine vom Renault 4 übernommene Lösung. Vorn kamen doppelte Querlenker mit längs eingebauten Drehstäben zum Einsatz, hinten Schwingen mit langen Stoßdämpfern. Der Federweg (200/300 mm) ermöglichte Komfort auch auf unebenen Straßen. Neopren-Elastomere erhöhten die Langlebigkeit. Das Bremssystem war gemischt (vorn Scheiben, hinten Trommeln) mit Bremskraftregler.

## Modellpflege
Die Basisversion (55 PS) wurde 1968 durch den TS (83 PS) ergänzt, 1969 folgte der TA mit Automatik. Das Jahr 1970 brachte größere Rückleuchten und die Modelle L/TL (67 PS) als Ersatz für Luxe/Super.
Im Oktober 1970 wurde der Renault 16 erstmals überarbeitet. Alle Modelle erhielten größere Rückleuchten. Ab Herbst 1973 wurde der R16 in einer TX-Variante mit 93 PS angeboten, die sich äußerlich durch Doppelscheinwerfer und den serienmäßigen Heckscheibenwischer von den übrigen Modellversionen unterschied.

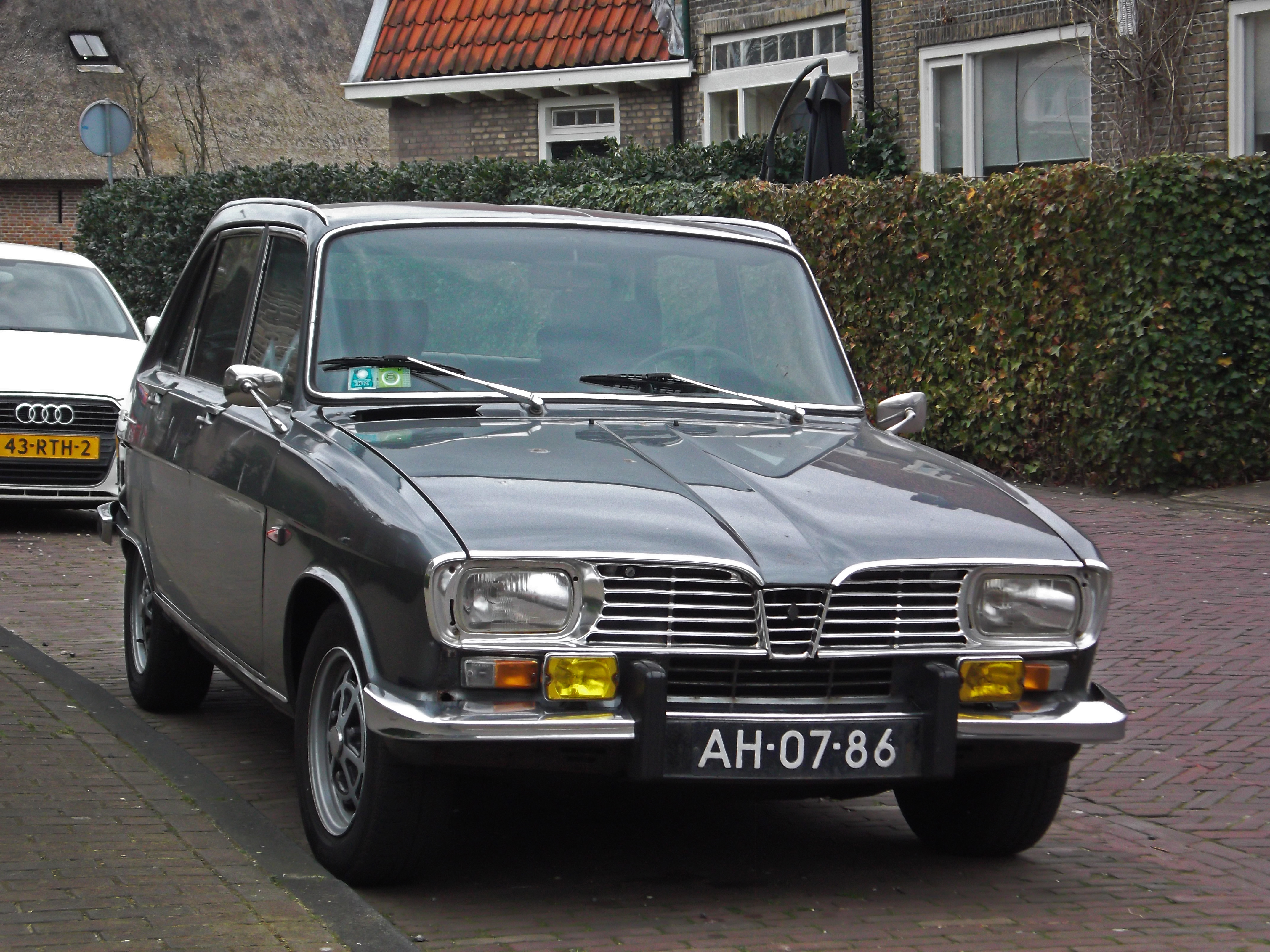
Renault 16 (1970–1974)
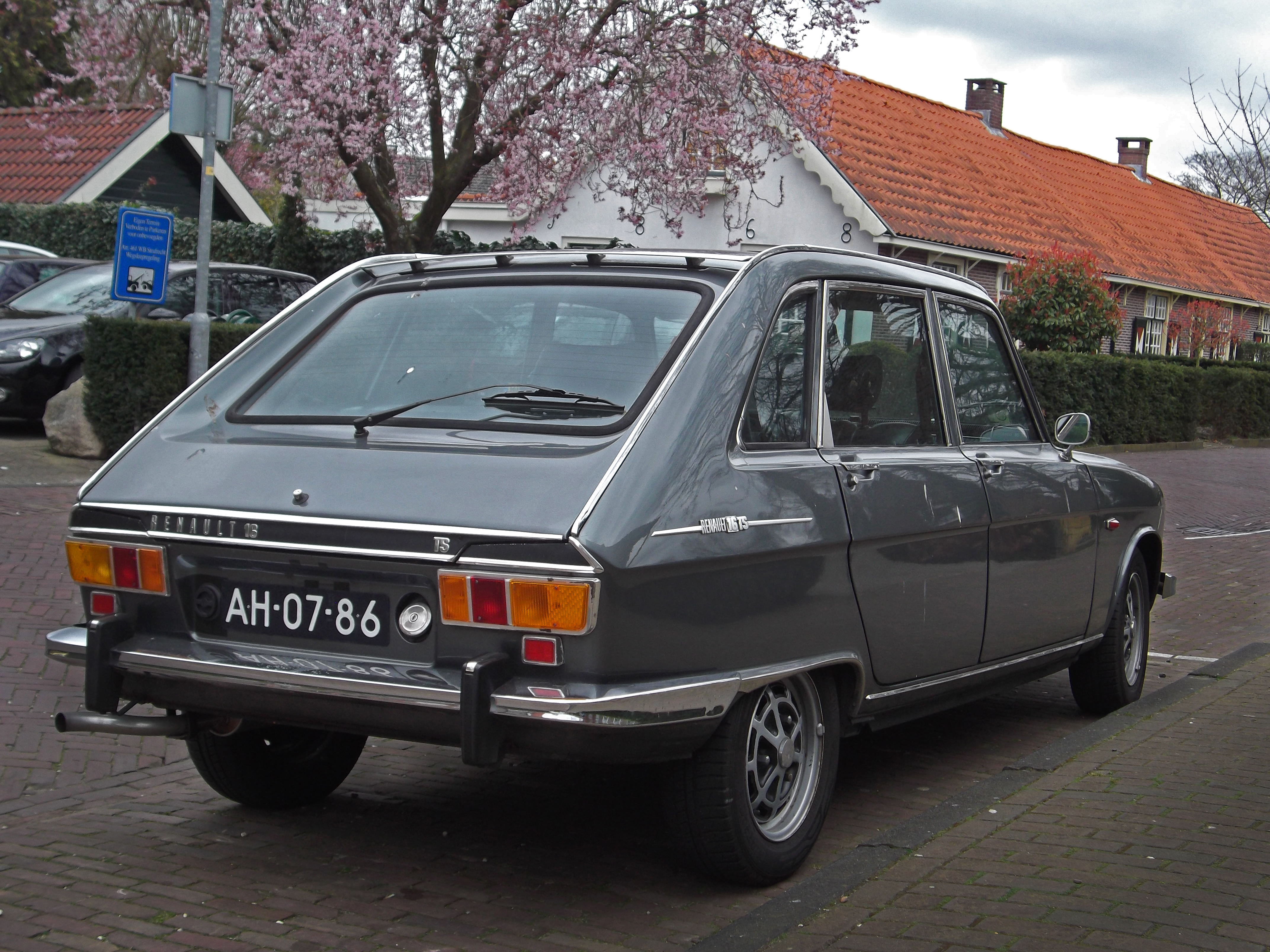
Heckansicht (1970–1974)
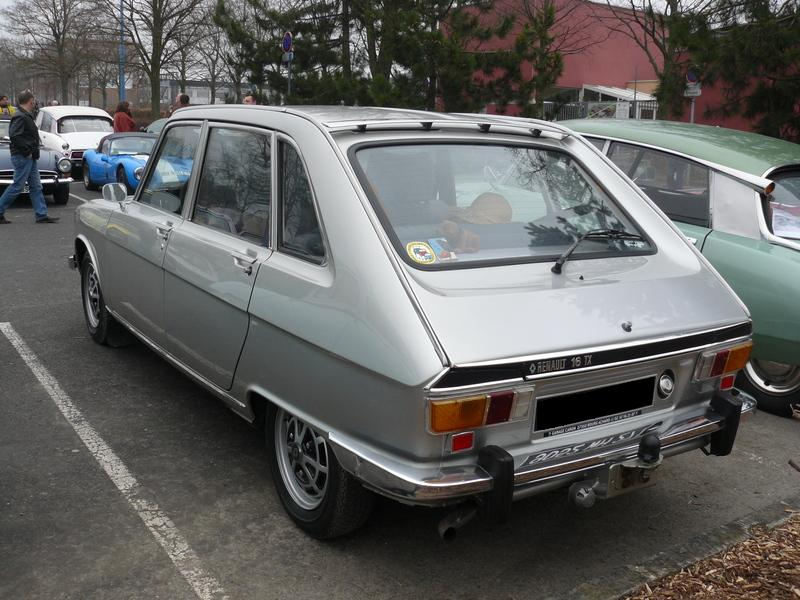
Renault 16 TX
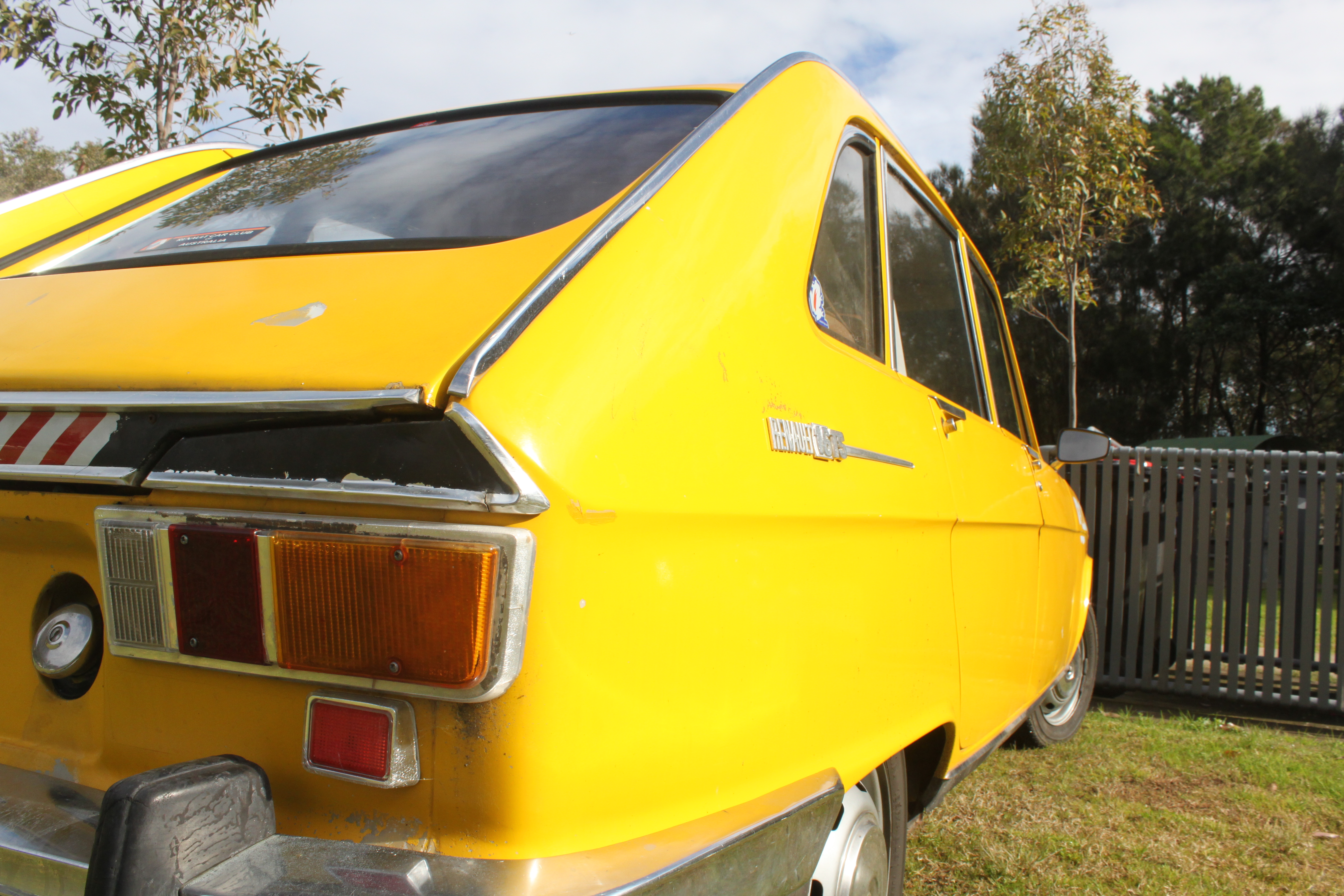
Renault 16 TS (Detail)

Die Ölpreiskrise 1973 traf die Verkäufe und der Absatz sank. 1973 debütierte der TX mit Doppelscheinwerfern, 93 PS, 5-Gang-Getriebe und Heckwischer. Der Kühlergrill wurde 1974 bei L/TL/TS auf schwarzen Kunststoff umgestellt, der TX behielt Chromlamellen. 1975 entfielen die Automatik- und Nutzversionen, 1976 die Versionen L und TS. Der TL erhielt den 1,65-l-Motor (66 PS). Im September 1974 wurde der R16 erneut modifiziert. Nun wich der Aluminiumgrill einem aus schwarzem Kunststoff. Nur der Grill des R16 TX besaß noch verchromte Lamellenkanten, um sich als Topmodell von den anderen Linien abzusetzen. 1980 endete die Produktion zugunsten von Renault 20 und Renault 18.

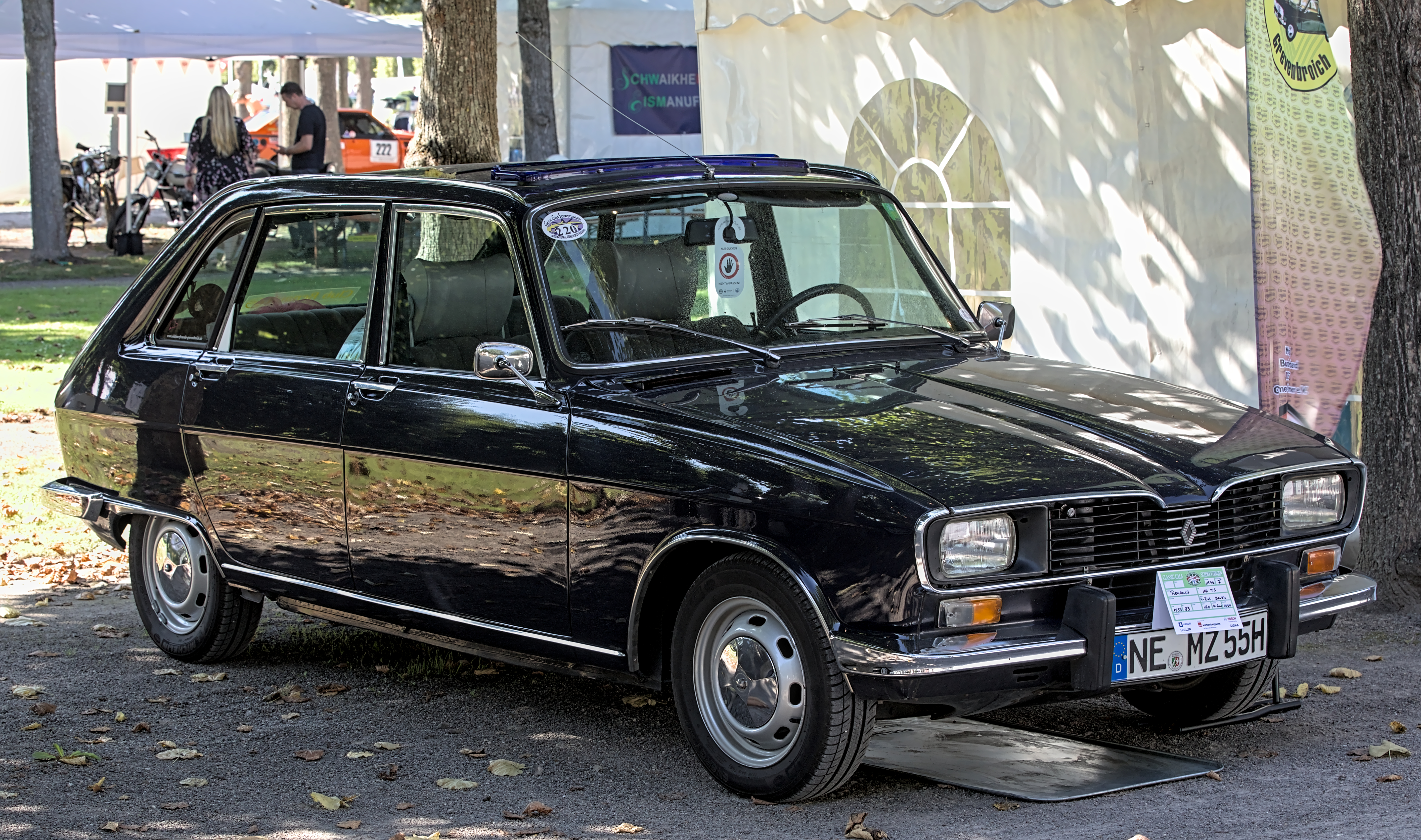
Renault 16 (1974–1980)
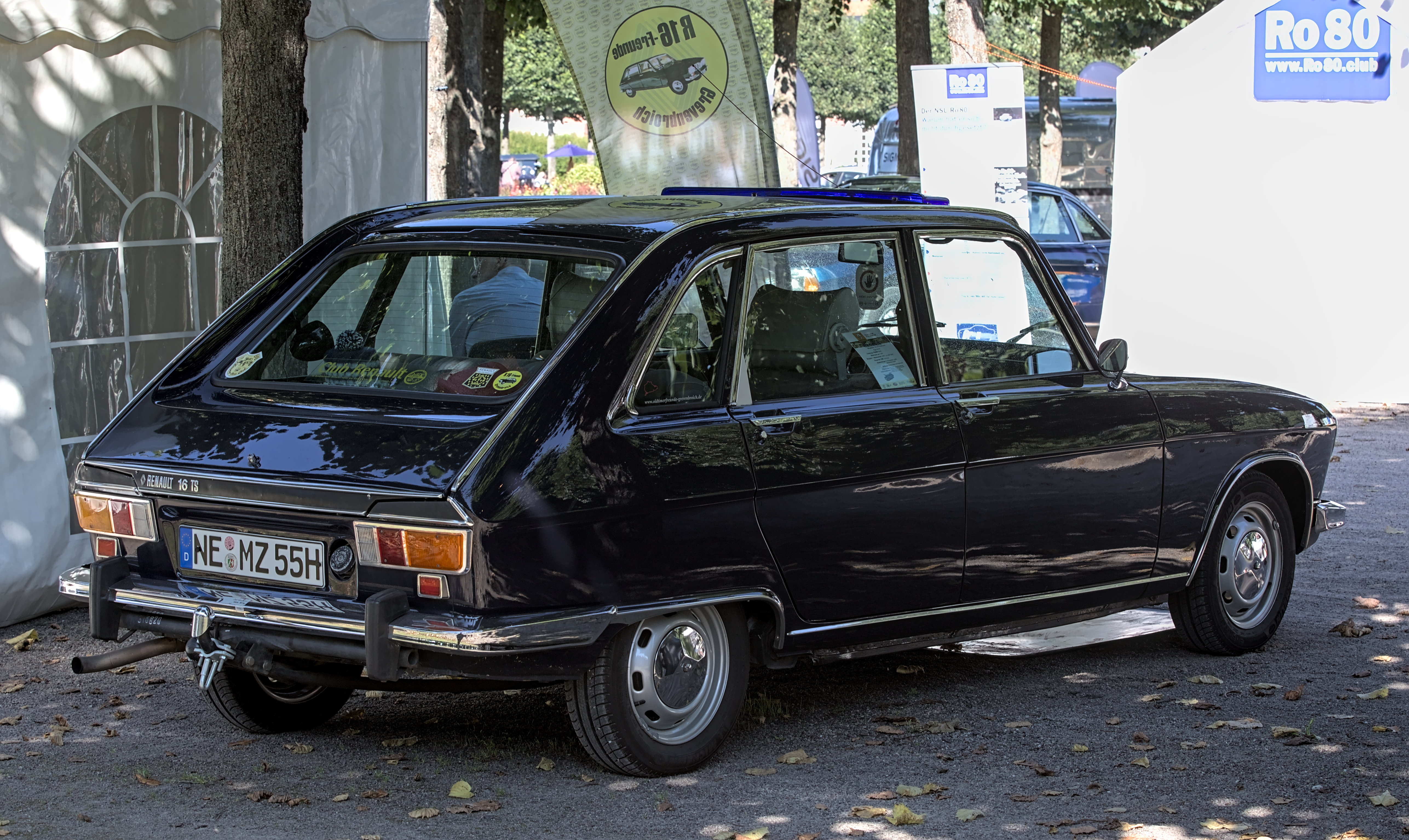
Heckansicht (1974–1980)
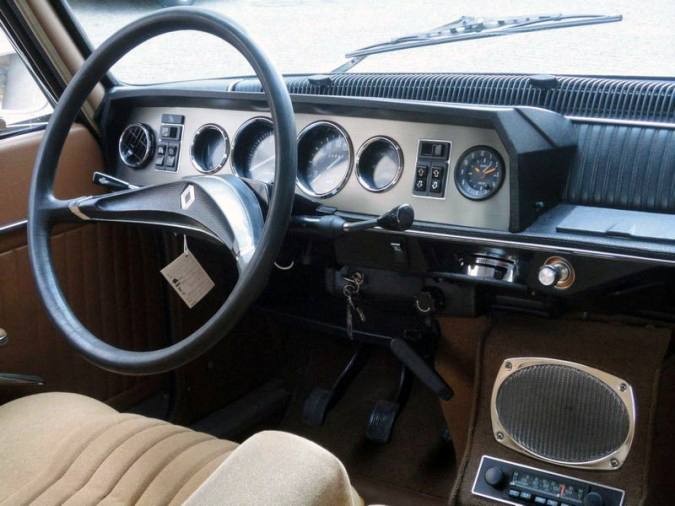
Cockpit
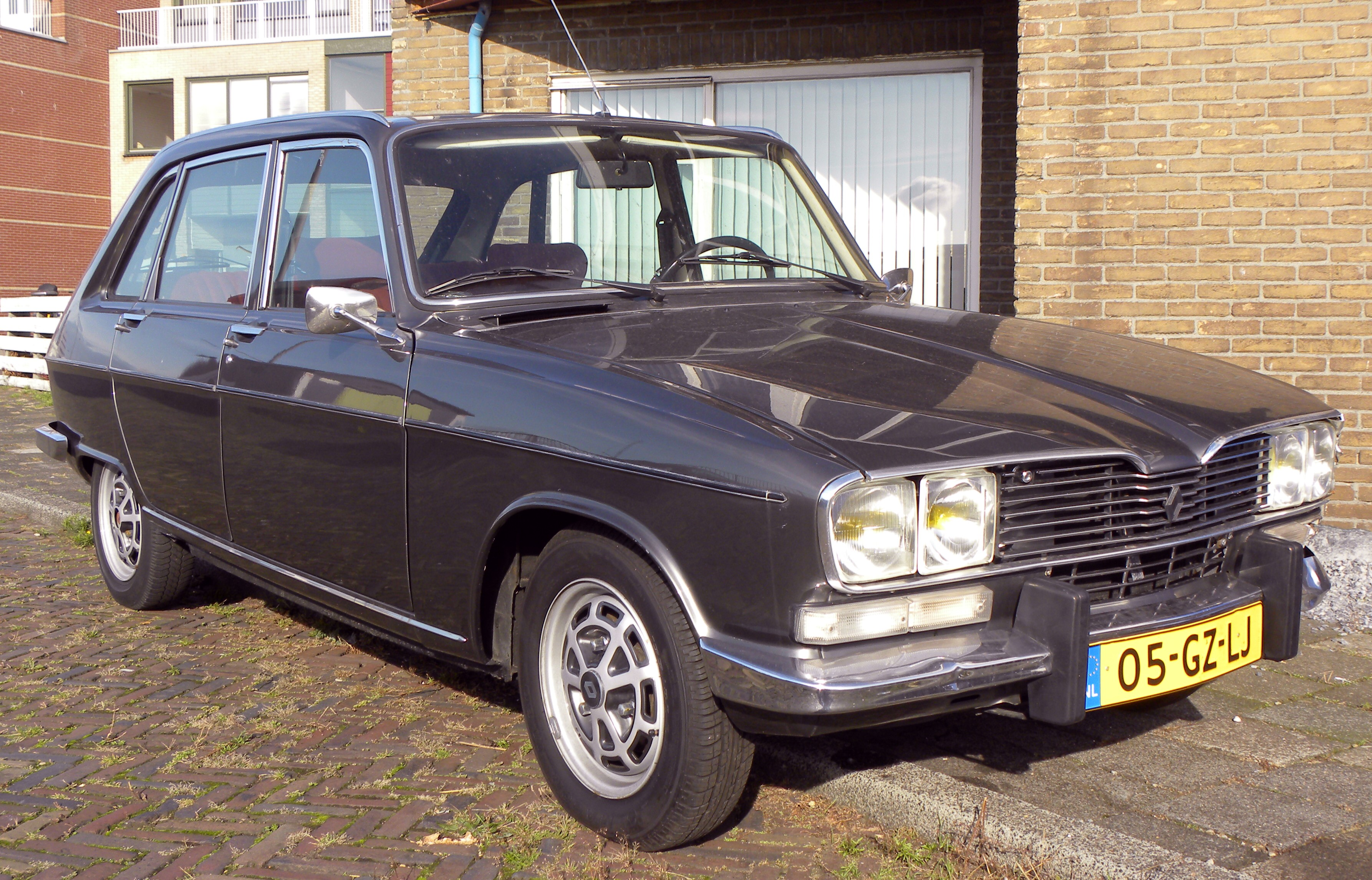
Renault 16 TX mit Doppelscheinwerfern

## Technische Daten
| Modell               | Projektbezeichnung | Motor     | Hubraum cm³ | Leistung PS/Umin | Drehmoment Nm/Umin | Getriebe/ Anzahl Gänge | Leergewicht (kg) | Höchstgeschwindigkeit (km/h) | Verbrauch (l/100 km) | Produktionsjahre | Einführungspreis in FF |
| -------------------- | ------------------ | --------- | ----------- | ---------------- | ------------------ | ---------------------- | ---------------- | ---------------------------- | -------------------- | ---------------- | ---------------------- |
| 16                   | R1150              | A1K (697) | 1470        | 55/5000          | 104/2800           | M/4                    | 980              | 142                          | 8,3                  | 1965–1970        | 9.900                  |
| 16 L                 | R1152              | A2L (821) | 1565        | 67/5000          | 113/3000           | M/4                    | 1.010            | 150                          | 7,5                  | 1970–1974        | 12.600                 |
| 16 L                 | R1152              | A2L (821) | 1565        | 65/5000          | 114/3000           | M/4                    | 1.010            | 150                          | 7,5                  | 1974–1975        | 19.200                 |
| 16 L                 | R1157              | A2L (821) | 1565        | 55/5000          | 107/2500           | M/4                    | 1.010            | 140                          | 7,5                  | 1975–1976        | 22.900                 |
| 16 TL                | R1152              | A2L (821) | 1565        | 67/5000          | 113/5000           | M/4                    | 1.010            | 150                          | 7,5                  | 1970–1974        | 13.500                 |
| 16 TL                | R1152              | A2L (821) | 1565        | 65/5000          | 114/3000           | M/4                    | 1.010            | 150                          | 7,5                  | 1974–1975        | 20.300                 |
| 16 TL (Normalbenzin) | R1157              | A2L (821) | 1565        | 55/5000          | 107/2500           | M/4                    | 1.010            | 140                          | 7,5                  | 1976–1978        | 27.290                 |
| 16 TA                | R1153              | A2L (821) | 1565        | 67/5000          | 113/3000           | A/3                    | 1.040            | 145                          | 8,7                  | 1969–1970        | 14.380                 |
| 16 TL Automatik      | R1155              | A3M (841) | 1647        | 66/5000          | 111/3000           | A/3                    | 1.045            | 145                          | –                    | 1975–1979        | 26.900                 |
| 16 TS                | R1151              | A2L (807) | 1565        | 85/5750          | 118/3000           | M/4                    | 1.030            | 165                          | 9                    | 1968–1976        | 12.700                 |
| 16 TX                | R1156              | A2M (843) | 1647        | 93/6000          | 129/4000           | M/5                    | 1.065            | 170                          | 7,7                  | 1973–1979        | 20.600                 |
| 16 TX Automatik      | R1156              | A2M (843) | 1647        | 90/6000          | 131/3500           | A/3                    | 1.090            | 165                          | 7,9                  | 1974–1979        | 23.400                 |

Hauptproduktionsort war Sandouville, ergänzt durch Flins (Frankreich), Melbourne (Australien) und 342 Einheiten bei IMV in Jugoslawien (1974–1976). Höchststand war 1970 mit 196.253 Fahrzeugen.

## Rezeption
Einer bis heute häufig in den Medien zu findenden und seinerzeit von der Renault-Werbung aufgegriffenen Begebenheit zufolge äußerte sich der ehemalige britische Formel-1-Rennfahrer Sir Stirling Moss wie folgt über den R16:

“There is no doubt that the Renault 16 is the most intelligently engineered automobile I have ever encountered and I think that each British motorcar manufacturer would do well to purchase one just to see how it is put together.”

„Zweifellos ist der Renault 16 das am intelligentesten konstruierte Automobil, dem ich jemals begegnet bin, und jeder britische Autobauer täte gut daran, einen zu kaufen, nur um zu sehen, wie er aufgebaut ist.“

Die Fachzeitschrift KFT fand für den Renault 16 große Anerkennung:

„Renault stellt mit dem R16 nicht nur schlechthin ein neues Fahrzeug vor; das französische Automobilwerk setzt vielmehr neue Maßstäbe, und zwar nicht nur für die Mittelklasse. Die kompromißlose Hinwendung zur Vollheckbauweise und zum Frontantrieb gab den Weg frei zu einem PKW mit optimalen Innenmaßen. [...] Es ist durchaus denkbar, dass diese heute noch ungewöhnlich wirkende Heckform zur normalen Gestalt zukünftiger PKW gehören wird.“